# Gullriskapuschongfly
Gullriskapuschongfly (Cucullia gnaphalii) är en fjärilsart som beskrevs av Jacob Hübner 1813. Gullriskapuschongfly ingår i släktet Cucullia och familjen nattflyn. Arten är reproducerande i Sverige. Inga underarter finns listade i Catalogue of Life.
Fjärilens larver lever på bladen till gullris.

## Bildgalleri

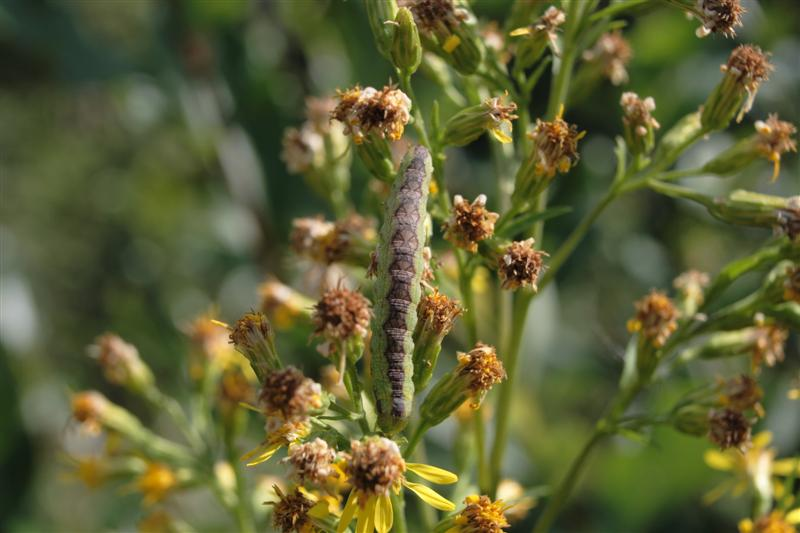
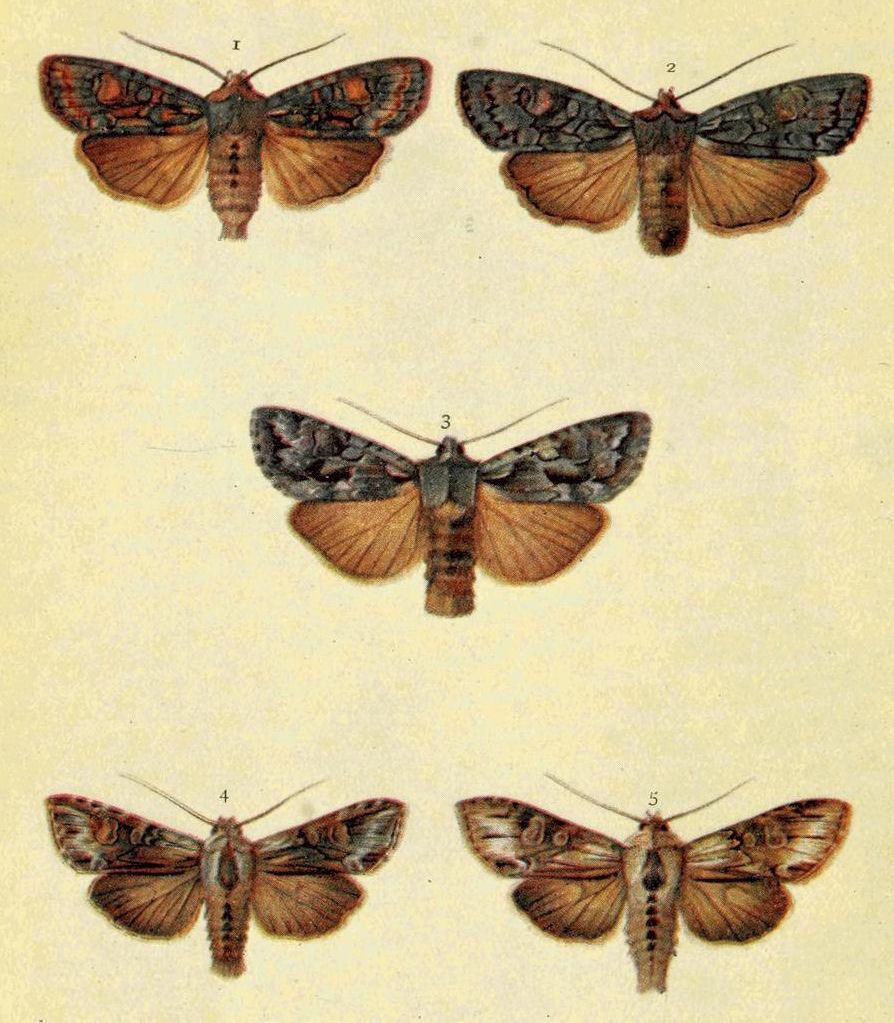